# Carpococcyx
Carpococcyx is een geslacht van vogels uit de familie Koekoeken (Cuculidae). Het geslacht telt drie soorten.

## Soorten
- Carpococcyx radiceus – Maleise grondkoekoek
- Carpococcyx renauldi – Siamese grondkoekoek
- Carpococcyx viridis – Sumatraanse grondkoekoek